# CF Brăila în sezonul 1977-1978

## Echipă
| Nr. |         | Poziție | Jucător             |
| --- | ------- | ------- | ------------------- |
| -   | România | P       | Șerban Trofin       |
| -   | România | P       | Nicolae Eftene      |
| -   | România | F       | Ionel Panțuru       |
| -   | România | F       | Ilie Trifina        |
| -   | România | F       | Ionel Moroianu      |
| -   | România | F       | Nicolae Mihalache   |
| -   | România | F       | Ion Mititelu        |
| -   | România | F       | Stelian Coman       |
| -   | România | M       | Gheorghe Huba       |
| -   | România | M       | Marian Alecu        |
| -   | România | M       | Lică Luca           |
| -   | România | M       | Adrian Petrache     |
| -   | România | M       | Nicolae Pascu       |
| -   | România | M       | Dumitru Caraman     |
| -   | România | M       | Fănică Vlad         |
| -   | România | A       | Chițoiu             |
| -   | România | A       | Seceanu             |
| -   | România | A       | Dumitru Bulancea    |
| -   | România | A       | Grigore Traian      |
| -   | România | A       | Constantin Telegraf |

## Transferuri

### Sosiri
| Post | Jucător | De la echipa | Sumă de transfer | Dată |  | ---- |
| ---- | ------- | ------------ | ---------------- | ---- |  | ---- |

### Plecări
| Post | Jucător           | De la echipa   | Sumă de transfer  | Dată |  | ---- |
| ---- | ----------------- | -------------- | ----------------- | ---- |  | ---- |
| A    | Constantin Bezman | Dunărea Galați | liber de contract | -    |  |      |